# Darío Figueroa
Darío Figueroa (ur. 13 lutego 1978) – argentyński piłkarz występujący na pozycji pomocnika.

## Kariera piłkarska
Od 1996 do 2013 roku występował w Yokohama Marinos, River Plate, Quilmes, Aldosivi, Ferro Carril Oeste, Maracaibo, Deportes Quindío, Caracas, Deportivo La Guaira i Zamora.